# Marie-Josephe Jean-Pierre
Marie-Josephe Jean-Pierre How (* 1. Mai 1975) ist eine mauritische Badmintonspielerin. 

## Karriere
Marie-Josephe Jean-Pierre nahm 1996 sowohl im Damendoppel, Dameneinzel als auch im Mixed an Olympia teil. Sie verlor dabei jedoch jeweils in der ersten Runde und wurde somit 17. in den Doppeldisziplinen und 33. im Einzel.

## Sportliche Erfolge
| Saison | Veranstaltung           | Disziplin   | Platz | Name                                          |
| ------ | ----------------------- | ----------- | ----- | --------------------------------------------- |
| 1991   | Mauritius International | Damendoppel | 3     | Cathy Foo Kune / Marie-Josephe Jean-Pierre    |
| 1995   | Mauritius International | Dameneinzel | 3     | Marie-Josephe Jean-Pierre                     |
| 1995   | Mauritius International | Damendoppel | 3     | Vandanah Seesurun / Marie-Josephe Jean-Pierre |
| 1996   | Olympia                 | Mixed       | 17    | Édouard Clarisse / Marie-Josephe Jean-Pierre  |
| 1996   | Olympia                 | Damendoppel | 17    | Martine de Souza / Marie-Josephe Jean-Pierre  |
| 1996   | Olympia                 | Dameneinzel | 33    | Marie-Josephe Jean-Pierre                     |
| 1997   | Mauritius International | Dameneinzel | 3     | Marie-Josephe Jean-Pierre                     |
| 1997   | Mauritius International | Damendoppel | 3     | Amrita Sawaram / Marie-Josephe Jean-Pierre    |
| 1997   | Mauritius International | Mixed       | 5     | Stephan Beeharry / Marie-Josephe Jean-Pierre  |